# Пасивний словник
Пасивний словник, пасивний словниковий запас — частина словникового запасу мови, що складається з одиниць, обмежених у вживанні особливостями явищ, які вони позначають (наприклад, історизми, власні назви), чи відомих лише частині носіїв мови (такі як архаїзми, неологізми, терміни). До пасивного словника можуть належати й лексичні одиниці, що їх вживають виключно в окремих функціональних стилях мови: книжна, розмовна й інша стилістично забарвлена лексика. Пасивний словник протиставляють активному.
Пасивний словник живої мови вважають відкритою системою, оскільки кількість його одиниць не обмежена й не може бути строгою та повністю визначеною тезаурусом будь-якого словника. Межа активного і пасивного словника рухлива: так аероплан, городовий, гувернер, прислуга, прошеніє, ревком до середини XX століття вийшли з активного вживання, але збереглися в пасивному словнику. Виявленню співвідношення активного і пасивного запасу слів мови, на певному етапі його розвитку, слугують частотні словники.

## Інші значення терміна
Психолінгвістика визначає пасивний словник як сукупність лексичних одиниць, зрозумілих окремому носію мови, але які він не вживає в процесі спонтанного мовлення. Іноді термін у цьому значенні протиставляють поняттю "Потенційний словник", що означає слова, значення яких невідомі носію, але він здатен встановити їх, спираючись на внутрішню форму слова або контекст.
У своїй лексикографічній теорії Л. В. Щерба під пасивним словником розуміє лексикографічний посібник, орієнтований на того, хто слухає або читає, а не на того, хто говорить (на відміну від активного словника); до цього типу належить більшість перекладних словників.